# Landtagswahlkreis Elbe
Der Wahlkreis Elbe ist ein Wahlkreis zur Wahl des Niedersächsischen Landtages, eingerichtet per Gesetz 2004, erste Wahl 2008.
Er ist der flächengrößte Landtagswahlkreis und liegt im Nordosten Niedersachsens. Der Wahlkreis umfasst den Landkreis Lüchow-Dannenberg sowie vom Landkreis Lüneburg die Stadt Bleckede, die Gemeinden Adendorf und Amt Neuhaus sowie die Samtgemeinden Dahlenburg, Ostheide und Scharnebeck. Bei der Landtagswahl 2008 gehörte anstatt der Gemeinde Adendorf die Samtgemeinde Ilmenau zum Wahlkreis. Der Landkreis Lüchow-Dannenberg gehörte bis 2008 zum aufgelösten Wahlkreis 59 Lüchow, die Gebiete im Landkreis Lüneburg zum aufgelösten Wahlkreis 60 Lüneburg-Land.
Die Neustrukturierung der niedersächsischen Landtagswahlkreise und die Bildung des Wahlkreises 48 Elbe gehen auf ein vom Niedersächsischen Landtag am 14. Dezember 2004 verabschiedetes Gesetz zurück, in dem die Verkleinerung des Landtages von 155 auf 135 Abgeordnete und die Reduzierung der Wahlkreise von 100 auf 87 geregelt wird.

## Landtagswahl 2022
| Landtagswahl in Niedersachsen 2022 – WK ElbeZweitstimmen %3020100 28,5 %26,5 %18,1 %12,3 %4,4 %4,0 %1,7 %1,7 %1,1 %0,7 %0,4 %0,6 % SPDCDUGrüneAfDLinkeFDPTierschutzBasisPARTEIFWPiratenSonst.Gewinne und Verlusteim Vergleich zu 2017 %p 6 4 2 0 −2 −4 −6−3,6 %p−5,3 %p+5,0 %p+5,7 %p−1,9 %p−3,3 %p+0,8 %p+1,7 %p+0,6 %p+0,4 %p+0,2 %p−0,5 %pSPDCDUGrüneAfDLinkeFDPTierschutzBasisPARTEIFWPiratenSonst. |

| Gegenstand der Nachweisung | Gegenstand der Nachweisung | Erst- stimmen | Erst- stimmen | Zweit- stimmen | Zweit- stimmen |
| Bewerber                   | Partei                     | Anzahl        | %             | Anzahl         | %              |
| -------------------------- | -------------------------- | ------------- | ------------- | -------------- | -------------- |
| Wahlberechtigte            | Wahlberechtigte            | 55.200        | 55.200        | 55.200         | 55.200         |
| Wähler                     | Wähler                     | 33.374        | 33.374        | 60,5 %         | 60,5 %         |
| Ungültige Stimmen          | Ungültige Stimmen          | 821           | 2,5           | 363            | 1,1            |
| Gültige Stimmen            | Gültige Stimmen            | 32.553        | 97,5          | 33.011         | 98,9           |
| davon                      |                            |               |               |                |                |
| Uwe Dorendorf              | CDU                        | 10.386        | 31,9          | 8.752          | 26,5           |
| Gregor Szorec              | SPD                        | 9.630         | 29,6          | 9.404          | 28,5           |
| Miriam Staudte             | GRÜNE                      | 6.556         | 20,1          | 5.985          | 18,1           |
| Florian Beck               | FDP                        | 1.670         | 5,1           | 1.314          | 4,0            |
|                            | AfD                        |               |               | 4.056          | 12,3           |
| Viktor Linsel              | DIE LINKE                  | 2.262         | 7,0           | 1.445          | 4,4            |
| Sabine Römer               | dieBasis                   | 2.049         | 6,3           | 546            | 1,7            |
|                            | FREIE WÄHLER               |               |               | 224            | 0,7            |
|                            | Die Humanisten             | 41            | 0,1           |                |                |
|                            | Die PARTEI                 | 372           | 1,1           |                |                |
|                            | Gesundheitsforschung       | 112           | 0,3           |                |                |
|                            | Tierschutzpartei           | 556           | 1,7           |                |                |
|                            | PIRATEN                    | 140           | 0,4           |                |                |
|                            | Volt                       | 64            | 0,2           |                |                |

## Landtagswahl 2017
Zur vorgezogenen Landtagswahl in Niedersachsen 2017 traten im Wahlkreis Elbe sechs Direktkandidaten an. Direkt gewählter Abgeordneter ist Uwe Dorendorf (CDU). Über die Landesliste zog zusätzlich Miriam Staudte (Bündnis 90/Die Grünen) in den niedersächsischen Landtag ein, 2021 rückte Barbara Beenen (SPD) in den Landtag nach.
| Partei                | Direktkandidat               | Erststimmen | Zweitstimmen |
| --------------------- | ---------------------------- | ----------- | ------------ |
| CDU                   | Uwe Dorendorf                | 34,0        | 31,8         |
| SPD                   | Barbara Beenen               | 33,0        | 32,1         |
| Bündnis 90/Die Grünen | Miriam Staudte               | 14,7        | 13,1         |
| FDP                   | Klaus Petrasek               | 5,8         | 7,3          |
| DIE LINKE             | Matthias Georg Wiedenlübbert | 6,0         | 6,3          |
| AfD                   | Patricia Allgayer-Reetze     | 6,5         | 6,6          |
| BGE                   |                              |             | 0,4          |
| DM                    |                              |             | 0,1          |
| FW                    |                              |             | 0,3          |
| LKR                   |                              |             | 0,0          |
| ÖDP                   |                              |             | 0,1          |
| Die Partei            |                              |             | 0,5          |
| Tierschutzpartei      |                              |             | 0,9          |
| Piratenpartei         |                              |             | 0,2          |
| V-Partei³             |                              |             | 0,5          |

Die Wahlbeteiligung lag mit 64,6 % über dem Landesdurchschnitt dieser Wahl.

## Landtagswahl 2013
Zur Landtagswahl in Niedersachsen 2013 traten im Wahlkreis Elbe acht Direktkandidaten an. Direkt gewählte Abgeordnete ist Karin Bertholdes-Sandrock (CDU). Über die Landesliste zog zusätzlich Miriam Staudte (Bündnis 90/Die Grünen) in den niedersächsischen Landtag ein.
| Partei                | Direktkandidat            | Erststimmen | Zweitstimmen |
| --------------------- | ------------------------- | ----------- | ------------ |
| CDU                   | Karin Bertholdes-Sandrock | 38,4        | 33,5         |
| SPD                   | Franz-Josef Kamp          | 33,1        | 26,1         |
| Bündnis 90/Die Grünen | Miriam Staudte            | 15,0        | 20,4         |
| FDP                   | Holger Mertins            | 4,1         | 8,8          |
| Die Linke             | Kerstin Rudek             | 5,3         | 5,9          |
| Piratenpartei         | Torbjörn Bartels          | 1,9         | 2,2          |
| Freie Wähler          | Ernst-August Röttger      | 1,8         | 1,3          |
| NPD                   |                           |             | 1,1          |
| Die Freiheit          |                           |             | 0,3          |
| PBC                   |                           |             | 0,2          |
| Bündnis 21/RRP        | Helmut Gilles             | 0,4         | 0,2          |

Die Wahlbeteiligung lag bei 61,0 %.

## Landtagswahl 2008
Zur Landtagswahl in Niedersachsen 2008 traten im Wahlkreis Elbe sieben Direktkandidaten an. Direkt gewählte Abgeordnete ist Karin Bertholdes-Sandrock (CDU). Miriam Staudte (Bündnis 90/Die Grünen) und Kurt Herzog (Die Linke) gehören über die Landeslisten ihrer Parteien dem 16. Niedersächsischen Landtag an.
| Partei                     | Direktkandidat            | Erststimmen | Zweitstimmen |
| -------------------------- | ------------------------- | ----------- | ------------ |
| CDU                        | Karin Bertholdes-Sandrock | 39,2        | 40,6         |
| SPD                        | Franz-Josef Kamp          | 30,0        | 25,2         |
| Bündnis 90/Die Grünen      | Miriam Staudte            | 10,9        | 13,0         |
| Die Linke                  | Kurt Herzog               | 8,9         | 9,5          |
| FDP                        | Boris v. d. Bussche       | 6,6         | 7,2          |
| NPD                        | Christian Groß            | 1,6         | 1,7          |
| Freie Wähler Niedersachsen | Karl Behrens              | 2,7         | 1,2          |
| Mensch Umwelt Tierschutz   |                           |             | 0,5          |
| Familien-Partei            |                           |             | 0,4          |
| PBC                        |                           |             | 0,2          |
| Ab jetzt                   |                           |             | 0,2          |
| Die Grauen                 |                           |             | 0,2          |
| ödp                        |                           |             | 0,1          |
| Die Friesen                |                           |             | 0,1          |
| Demokratische Alternative  |                           |             |              |
| Republikaner               |                           |             |              |

Wahlbeteiligung: 55,8 Prozent